# レカム
レカム株式会社（英: RECOMM CO.,LTD.）は、情報通信機器の販売・保守などを手がけている企業である 。東京都渋谷区代々木三丁目25番3号あいおいニッセイ同和損保新宿ビル12階に本社を置く。
旧社名はレカムホールディングス株式会社（英: RECOMM HOLDINGS CO.,LTD.）。2008年10月1日から2013年5月30日までの間、純粋持株会社として、企業グループ群を統括していた。

## 概要
1994年、OA機器や通信機器の販売・保守を行う企業として設立。NTTブランドのOEM商品などの販売も手がけていた。
その後、出資会社や系列会社を吸収する過程で、本社を転々とし、大手企業の代理店業務やその他委託業務を次々と取り付けるにいたった。
2006年には、ケーイーエス（現・オーパス）を買収し、グループとしてコンシューマ向けPHS端末開発・製造事業にも参入したが、2009年にネットインデックス（現・ネクスグループ）へ譲渡し、撤退している。
2008年、持株会社体制への移行に伴い、従来のレカムは持株会社となりレカムホールディングスに商号変更するとともに、事業会社としてのレカムを新たに設立。同日付で、レカムグループのNTT商品販売部門を新設したレカムに集約している。
しかし子会社であるレカムのグループに占める比重が極めて高くなったことから、2013年、レカムホールディングスがレカムを吸収合併し、レカム株式会社に商号変更。事業持株会社となった。同年にグループとして製造事業から撤退した。

## 沿革
- 1994年9月 - 東京都港区西麻布に株式会社レカムジャパンを設立
- 1997年10月 - 本社を東京都渋谷区に移転。
- 2001年3月 - 本社を東京都新宿区に移転。
- 2002年1月 - 社名をレカム株式会社に改称。
- 2004年5月 - 大証ヘラクレス市場（現・ジャスダック）に上場
- 2005年12月 - 本社を東京都中央区に移転。
- 2006年3月 - 神田通信工業より、ケーイーエス（アスモを経て、現・オーパス）の株式を譲受し、完全子会社化。
- 2008年10月 - 持株会社へ移行し、レカムホールディングス株式会社に商号変更。アスモ（同日付で、ケーイーエスより改称）との共同新設分割によりレカム株式会社を新たに設立し、旧・レカムの全事業部門とアスモのNTT商品販売部門を承継。
- 2009年
  - 8月 - レカムホールディングスとレカムの本社を東京都港区高輪二丁目18番10号日石高輪ビル10階に移転。
  - 8月 - レカムをレカムホールディングスの完全子会社とする。
  - 9月 - 子会社アスモのモバイル事業をネットインデックス（現・ネクスグループ）に譲渡。
- 2012年12月 - レカムホールディングスとレカムの本社を現在地に移転。
- 2013年
  - 6月 - レカムホールディングスがレカムを吸収合併し、レカム株式会社に商号変更。事業持株会社化。
  - 9月 - 子会社アスモ（同年10月よりオーパスに商号変更）の営む情報通信機器製造事業を三洋化成製作所に譲渡。

## 関連会社
- オーパス
- レカムBPOソリューションズ
- 大連レカム通信設備有限公司
  - 長春レカムBPOサービス有限公司
- 大連新涛コンサルティングサービス有限公司
- MYANMAR RECOMM CO.,LTD
- コスモ情報機器

## IP電話乗っ取り事件
2015年3月中旬、全国に設置されたIP-PBX装置が何者かに乗っ取られ、高額な通話料を請求される被害が短期集中的に発生。事態を重く見た総務省ほか電気通信事業者各社から6月に一斉の注意喚起がなされたが、この時点では詳しい被害状況は明かされなかった。
2015年6月24日、被害企業・団体のうち2社から調査依頼を受けていたネットエージェントが詳しい調査結果を公表。レカムやそのグループ会社が販売し、子会社のオーパスが製造するIPビジネスホンAI-900/AI-900SCを利用していた企業に被害が発生していたことが判明した。ネットエージェントの調査報告書によると、AI-900はレカムがリモートメンテナンスを行うためインターネット側からアクセス可能な状態に置かれており、管理者ログインするためのIDとパスワードはマニュアル記載の初期値のままで設置・運用されていたため、IPアドレスさえ分かれば誰でも不正利用できる状態だった。新聞社報道によると3月10〜14日の間だけで同型機器が全国的に20件余り被害に遭っており、ネットエージェントは導入企業約200社のうち80社近くが被害に遭ったとみている。被害総額は5000万～1億5000万円とみられている。
ネットエージェントによる調査結果の発表を受け、翌6月25日にはレカムによる見解も発表された。事件の存在については大筋で認めながらも、セキュリティ面については一部反論し、リモートでの管理者ログインにはVPN接続が必要なため誰でも不正利用できる状態ではなかったという。
2015年9月25日にレカムが発表した最終報告書によれば、結果としてIPビジネスホンへの不正侵入を許す脆弱性が見つかったものの、事件の犯人がその脆弱性を利用したのかどうかまでは断定できなかったとし、未だに犯人の特定には至っていない。レカムは本件の顧客対応のため2500万円の特別損失を計上、役員報酬の減額を行った。
事態の鎮静化にあたっては、レカムがリモートログイン機能を利用して機器の公開範囲と管理者パスワードの変更を実施。1度目の変更後も被害が続いたため、公開範囲を更に絞ることで、被害の発生が止まった。ネットエージェントによると、利用者に無断で設定変更と初期化が行われたケースもあり、これが後に不正アクセスの痕跡を辿ることを困難としたというが、レカムはこれを否定している。また、第三者による調査結果の公表までレカムからは一切の注意喚起がなされず、被害が拡大したことから、レカムの隠ぺい体質が非難された。

## 社名の由来
「リアルコミュニケーション」を短縮した造語。また、レカム(RECOMM)の文字は「実力主義(Real Power Rule)」「積極思考(Enterprising)」「チャレンジ精神(Challenge)」「オープン経営(Open)」「全員経営(Management)」、「心(Mind)」を意味する。